# آراندی
آراندی (به انگلیسی: Arandi) یک روستا در دهستان سارما، شهرستان ساره در غرب استونی است.
قبل از اصلاحات اداری در سال ۲۰۱۷، این روستا در منطقه Lääne-Saare بود.